# Ковальова Оксана Олександрівна
Ковальова Оксана (Ксенія) Олександрівна — українська актриса, режисер.
Народ. 27 травня 1972 р. у м. Ізюм Харківської обл. Навчалась на режисерському факультеті Національної академії культури і мистецтва. 
Працює другим режисером та режисером-постановником на Київській кіностудії ім. О. П. Довженка.
Знялась у фільмах: «Постріл у труні» (1992), «Браві хлопці» (1993), «Чорна рада» та ін.
Режисер-постановник фільмів (у співавторстві зі своїм чоловіком — українським режисером М.В. Засєєвим-Руденком): «Бабин Яр» (2002), «Запорожець за Дунаєм» (2007). 
Член Національної спілки кінематографістів України.

## Джерело
- Ковальова Оксана Олександрівна [Архівовано 5 Липня 2014 у Wayback Machine.]
- Оксана Ковальова на сайті IMDb (англ.)
- http://www.kino-teatr.ru/kino/acter/w/post/7498/works/ [Архівовано 28 Березня 2016 у Wayback Machine.]